# Francisco Sosa
Francisco Sosa – piłkarz paragwajski, napastnik.
W 1937 Sosa zdobył w lidze 21 bramek i został królem strzelców pierwszej ligi paragwajskiej. Sukces ten powtórzył w 1942 roku, zdobywając tym razem 23 bramki. W obu przypadkach razem z klubem Cerro Porteño został wicemistrzem Paragwaju.
Jako piłkarz klubu Cerro Porteño był w kadrze reprezentacji podczas finałów mistrzostw świata w 1950 roku, gdzie Paragwaj odpadł w fazie grupowej. Sosa nie zagrał w żadnym meczu.
Sosa nigdy nie wziął udziału w turnieju Copa América.